# Насидзе, Сулхан Иванович
Сулха́н Ива́нович Наси́дзе (груз. სულხან ივანეს ძე ნასიძე; 1927—1996) — советский и грузинский композитор, пианист и педагог. Народный артист Грузинской ССР (1979).

## Биография
Родился 17 марта 1927 года в Тифлисе (ныне Тбилиси, Грузия). В 1955 году окончил Тбилисскую консерваторию (класс профессоров А. П. Сванидзе (фортепиано) и Ионы Туския (композиция). С 1974 года — художественный руководитель Грузинской филармонии. В 1962—1968 годах и с 1979 года — секретарь правления Союза композиторов Грузии. В 1951—1956 годах — преподаватель 5-й музыкальной школы в Тбилиси, а с 1963 года — преподаватель Тбилисской консерватории, где с 1971 года — доцент, а в 1969—1974 годах — декан теоретико-композиторского факультета. Писал музыку к спектаклям и фильмам.
Умер 21 сентября 1996 года в Тбилиси.

## Сочинения
- балет «Орфей и Эвридика» (1973, Тбилиси)
- оперетта «Студенты» (1965, Тбилиси)
- кантата «1905 год» (1955, совместно с Александром Квернадзе, на стихи Петра Грузинского и Левана Чубабария)
- кантата «Весна, весна…» (1975, на стихи грузинских поэтов)
- оратория «Родина моя» (1967)
- симфония № 1 (1959)
- симфония № 2 (1964)
- симфония № 3 (1969)
- симфония № 4 (1972)
- симфония № 5 (1975)
- симфония № 6
- симфония № 7 (1981)
- концерт для фортепиано с оркестром № 1 (1954)
- концерт для фортепиано с оркестром № 2 (1961)
- концерт для скрипки с оркестром (1969)
- концерт для виолончели с оркестром (1974)
- концерт для скрипки, виолончели и камерного оркестра (1982)
- Колхская симфония для струнного оркестра (1975)
- «Рапсодия на темы старого Тбилиси» для камерного оркестра (1957)
- «Остинато» (1966)
- «Торжественная увертюра» (1968)
- «Нонет» (1966)
- струнный квартет № 1 (1968)
- струнный квартет № 2 (1971)
- фортепианный квинтет
- «Трио» для скрипки виолончели и фортепиано (1958)
- «4 импровизации» для скрипки и фортепиано (1971)
- «Интермеццо» для виолончели и фортепиано (1955)
- «Танец» для альта и фортепиано (1953)
- «Баллада» для фортепиано (1956)
- «Токката» (1959)
- «Полифоническая соната» (1960)
- «12 детских пьес» (1964)
- 20 полифонических пьес для детей (1970)
- «Из грузинской народной поэзии» 6 песен для баса и фортепиано (1969)
- хор «Плач Давида» (1955, на стихи Давида Гурамишвили)
- хоровой цикл «Мольба» (a cappella)

## Фильмография
- 1959 — После гудка (Концерт Самоделкина) (анимационный)
- 1962 — Самоделкин-спортсмен (анимационный)
- 1962 — Апрель (короткометражный)
- 1965 — Мимино (Сокол) (короткометражный)
- 1972 — Похищение Луны
- 1973 — Новые приключения Золодува (анимационный)
- 1974 — Воздушный мост
- 1976 — Дело передаётся в суд
- 1977 — Возвращение
- 1979 — Фантазия (анимационный)

## Награды
- орден «Знак Почёта» (17.04.1958)
- 1966 — Заслуженный деятель искусств Грузинской ССР
- 1973 — Государственная премия Грузинской ССР имени Шота Руставели
- 1979 — Народный артист Грузинской ССР
- орден Дружбы народов (07.08.1981)
- 1986 — Государственная премия СССР — за концерт для скрипки, виолончели и камерного оркестра
- 1996 — Орден Чести[1]